# Bandiera dell'Indonesia
La bandiera dell'Indonesia è una semplice bandiera bicolore composta da due bande monocromatiche orizzontali di uguali dimensioni, rossa nella parte alta e bianca nella parte bassa. I colori derivano da quelli dell'Impero Majapahit del XIV secolo. Chiamata Sang Saka Merah-Putih ("Maestoso bicolore rosso-bianco") in indonesiano, venne inizialmente usata dagli studenti e poi dai nazionalisti nella prima parte del XX secolo, quando l'Indonesia era sotto il governo olandese. Successivamente alla prima guerra mondiale, i nazionalisti indonesiani dichiararono la loro indipendenza il 17 agosto 1945, e in quel momento issarono e adottarono la bandiera. La banda rossa è simbolo di coraggio, quella bianca di giustizia e purezza.

## Bandiere storiche

Bandiera delle Indie orientali olandesi (1800-1949)

## Similitudini con altre bandiere nazionali
Le uniche differenze tra la bandiera dell'Indonesia e quella del Principato di Monaco stanno principalmente nelle proporzioni e nella diversa tonalità di rosso adoperata. La bandiera della Polonia presenta gli stessi colori, ma in posizione invertita.